# Chioma Ajunwa
Chioma Ajunwa (Umuihiokwu, 25 december 1970) is een voormalige Nigeriaanse atlete, die was gespecialiseerd in het verspringen. Ze werd olympisch kampioene, driemaal Afrikaans kampioene en vijfmaal Nigeriaans kampioene in deze discipline. Ook heeft ze het Afrikaans record in handen bij het verspringen. Hiernaast blonk ze uit in de sprint en het hink-stap-springen. Haar persoonlijk record op de 60 m van 7,02 s, gelopen in 1998, behoorde op dat moment tot de tien snelste tijden ter wereld.

## Biografie
Na American football gespeeld te hebben, stapte Ajunwa over op atletiek. Haar eerste succes boekte ze in 1989, toen ze het verspringen won bij de Nigeriaanse kampioenschappen. Deze titel zou ze later in haar sportcarrière nog viermaal veroveren. In 1989 won ze ook voor de eerste maal het verspringen bij de Afrikaanse kampioenschappen. Het jaar erop prolongeerde ze deze titel. In 1991 won ze bij de Afrikaanse Spelen zowel het verspringen als de 4 x 100 m estafette, als lid van het Nigeriaanse vrouwenteam.
In 1992 werd Ajunwa betrapt op het gebruik van prestatiestimulerende middelen en vanaf 11 juni 1992 voor vier jaar geschorst.
Na deze gedwongen inactieve periode maakte zij in 1996 op weergaloze wijze haar comeback. Op de Olympische Spelen van 1996 in Atlanta won Chioma Ajunwa een gouden medaille bij het verspringen. Met een persoonlijk record van 7,12 m versloeg ze de Italiaanse Fiona May (zilver; 7,02) en de Amerikaanse Jackie Joyner-Kersee (brons; 7,00). Een jaar later veroverde ze bij de wereldkampioenschappen in Parijs een zilveren medaille en werd ze vierde op de 60 m.

## Titels
- Olympisch kampioene verspringen - 1996
- Afrikaans kampioene verspringen - 1989, 1990, 1998
- Nigeriaans kampioene 100 m - 1990
- Nigeriaans kampioene verspringen - 1989, 1990, 1996, 1999, 2001
- Nigeriaans kampioene hink-stap-springen - 1991

## Persoonlijke records
Outdoor
| Onderdeel          | Prestatie      | Datum           | Plaats  |
| ------------------ | -------------- | --------------- | ------- |
| 100 m              | 10,84 s        | 11 april 1992   | Lagos   |
| 200 m              | 22,93 s        | 23 mei 1992     | Lagos   |
| verspringen        | 7,12 m (ex-AR) | 2 augustus 1996 | Atlanta |
| hink-stap-springen | 12,51 m        | 1991            |         |

Indoor
| Onderdeel   | Prestatie | Datum            | Plaats |
| ----------- | --------- | ---------------- | ------ |
| 50 m        | 6,04 s    | 22 februari 1998 | Liévin |
| 60 m        | 7,02 s    | 22 februari 1998 | Liévin |
| verspringen | 6,97 m    | 5 februari 1997  | Erfurt |

## Palmares

### 60 m
- 1997: 4e WK indoor - 7,19 s

### 100 m
- 1990:  Afrikaanse kamp. - 11,63 s

### verspringen
- 1989:  Afrikaanse kamp. - 6,53 m
- 1990:  Afrikaanse kamp. - 6,13 m
- 1991:  Afrikaanse Spelen - 6,67 m
- 1996:  OS - 7,12 m
- 1997:  WK indoor - 6,80 m
- 1997: 12e WK - 5,21 m
- 1998: 7e Wereldbeker - 6,62 m
- 1998:  Afrikaanse kamp. - 6,78 m

### 4 x 100 m
- 1991:  Afrikaanse Spelen - 44,21 s
- 2001: 4e WK - 42,52 s

1948: Olga Gyarmati ·
1952: Yvette Williams ·
1956: Elżbieta Krzesińska ·
1960: Vera Krepkina ·
1964: Mary Rand ·
1968: Viorica Viscopoleanu ·
1972: Heide Rosendahl ·
1976: Angela Voigt ·
1980: Tatjana Kolpakova ·
1984: Anișoara Cușmir-Stanciu ·
1988: Jackie Joyner-Kersee ·
1992: Heike Drechsler ·
1996: Chioma Ajunwa ·
2000: Heike Drechsler ·
2004: Tatjana Lebedeva ·
2008: Maurren Maggi ·
2012: Brittney Reese ·
2016: Tianna Bartoletta ·
2020: Malaika Mihambo ·
2024: Tara Davis-Woodhall